# I've Been Waiting for This Night
Chansons représentant la Lituanie au Concours Eurovision de la chanson
This Time
(2015) Rain of Revolution
(2017)
I've Been Waiting For This Night (en français « J'ai attendu cette nuit ») est la chanson de Donny Montell qui représente la Lituanie au Concours Eurovision de la chanson 2016 à Stockholm. 
Le 12 mai 2016, lors de la 2de demi-finale, elle termine à la 4e place avec 222 points  et est qualifiée pour la finale le 14 mai 2016 au cours de laquelle elle termine à la 9e place avec 200 points.